# Saddle Lake Cree Nation
Die Saddle Lake Cree Nation ist eine First-Nations-Ethnie der Amiskwacīwiyiniwak (Beaver Hills Cree), die zu den Plains Cree gehört. Früher sprachen sie die Sprache der Plains Cree und befanden sich in der Mitte Albertas in Kanada. Die Ethnie hat den Treaty 6 mit der kanadischen Regierung unterzeichnet. Die Regierungsstruktur dieser First Nations ist ungewöhnlich, da zwei separate Räte und Chiefs zwei verschiedene Reservate verwalten. Das eine Reservat heißt Saddle Lake Cree Nation und das andere Whitefish Lake First Nation. Die Saddle Lake und Whitefish formen nach den Bestimmungen des Indian Act ein Governance-Gebiet.
Im Juni 2013 betrug die Gesamtzahl der Bevölkerung 9934 Menschen, wovon 6148 in ihrem eigenen Reservat lebten. Die Saddle Lake ist die zweitgrößte First-Nation-Ethnie in Alberta.

## Geschichte
Im Jahr 1876, wurden die Amiskwacīwiyiniwak, welche ein loser Staatenbund bestehend aus Cree und Assiniboine-Ethnien waren, durch den Treaty 6 Vertragspartner mit Kanada. Chief Onchaminahos (“Kleiner Jäger”) von den Saddle Lake Band of Cree und Chief Pakân (“Nuss”) von den Whitefish Lake Band of Cree repräsentierten die Saddle Lake Cree Nation bei den Verhandlungen und der Unterzeichnung in Fort Pitt.
Chief Pakan plädierte gemeinsam mit Big Bear für ein großes Reservat im Umfang von 2600 km². Dort sollten alle Plains und Woods Cree aus dem Westen Platz finden, sodass sie gemeinsam jagen und landwirtschaften könnten. 
Als die kanadische Regierung dem nicht zustimmte, lehnten Pakans und Big Bears Völker die Besiedlung des Reservates ab, bis ihnen bessere Konditionen angeboten werden würden. Pakan fuhr daraufhin im Jahr 1884 mit dem Métis Dolmetscher Peter Erasmus nach Regina um die Angelegenheit mit dem Indian Commissioner zu besprechen.
Im Jahr 1902 wurden vier Cree-Völker zur Saddle Lake Cree Nation vereint. Die vier Cree-Völker waren:
- Onchaminahos' Volk, geführt von Chief Onchaminahos ("Kleiner Jäger");
- Seenum's Volk, geführt von Chief Pakân ("Nuss")
- Blue Quill's Volk, geführt von Chief Blue Quill; und
- Wasatnow's Volk, geführt von Chief Muskegwatic ("Bärenohren")[3]

## Reservate
Es existieren drei Reservate, die der Verwaltung der Saddle Lake Cree Nation unterstehen, wovon eines mit fünf anderen Gruppen geteilt wird:
- 96,20 Hektar Blue Quills First Nation Indian Reservat, wird mit fünf anderen Gruppen geteilt
- 25.780,60 Hektar Saddle Lake Indian Reservat 125
- 4542,70 Hektar White Fish Lake Indian Reservat 128 (auch bekannt unter dem Namen „Whitefish Lake Indian Reserve 128“)

Ursprünglich hatte Chief Muskegwatic auch das Washatanow Indian Reservat 126 entlang des Nordufers des North Saskatchewan River mit in die Saddle Lake Cree Nation eingliedern wollen. Dieses Reservat wurde im Jahr 1896 gegen ein gleichwertiges Stück Land, welches an das Saddle Lake Indian Reserve 125 angrenzte, getauscht. Dieses Land ist heute als "Cache Lake Addition" des Saddle Lake Indian Reservates 125 bekannt. Das Blue Quill Indian Reservat 127 war ursprünglich für das Blue Quills-Volk gedacht, allerdings wurde im Jahr 1896 die Internatsschule "Saddle Lake Boarding School" von Lac la Biche, Alberta dorthin umgesiedelt. Das Blue Quills-Volk siedelte zum Saddle Lake Indian Reservat um. 
Ab 1931 wurde das Blue Quill Indian Reserve 127 wieder geteilt, als die Internatsschule nach St. Paul, Alberta zog.
Das Saddle Lake Indian Reservat 125 grenzt an das Smoky Lake County, das County of St. Paul No. 19 und das County der Two Hills No. 21.

## Governance
Die Saddle Lake Cree Nation wählt seine Vertreter mithilfe eines eigenen Wahlsystems. Diese Cree-Nation wählt zwei verschiedene Gruppen von Vertretern:

### Saddle Lake Cree Nation
Die Saddle Lake Cree Nation im Saddle Lake Indian Reservat hat den Chief Leonard Jackson und die Ratsmitglieder Herb Cardinal, Terry Cardinal, Charlene Houle-White, Shannon Houle, John Large, John Shirt, Dennis Steinhauer und G. Jason Whiskeyjack im Jahr 2013 gewählt. Die Amtszeit beträgt drei Jahre.

### Whitefish Lake First Nation
Die Saddle Lake Cree Nation im White Fish Lake Indian Reservat hat ebenfalls seine Vertreter gewählt. Sie haben den Chief James Jackson und die Ratsmitglieder Leslie Cardinal, Brian Favel und Sandy Jackson. Ihre dreijährige Amtszeit begann am 27. November 2011.